# Americké Panenské ostrovy na Letních olympijských hrách 2008
Americké Panenské ostrovy se účastnily Letní olympiády 2008. Zastupovalo je 7 sportovců v 5 sportech. Americké Panenské ostrovy nezískaly žádnou medaili.